# Joakim Strand
Jan Joakim Strand, né le 2 août 1982 à Turku, est un footballeur et homme politique finlandais, membre du Parti populaire suédois de Finlande (SFP).
Depuis le 5 juillet 2024, il est ministre des Affaires européennes et des Réformes au sein du gouvernement de Petteri Orpo.

## Biographie
Il siège actuellement au Parlement finlandais pour le Parti populaire suédois de Finlande et représente la Circonscription de Vaasa depuis 2015. Le 5 juillet 2024, il remplace Anders Adlercreutz au poste de ministre des Affaires européennes et de pilotage de l'appropriation.

## Décorations
- Ordre de la Rose blanche (2023)